# George Wallace Kenner
George Wallace Kenner (* 16. November 1922 in Sheffield; † 26. Juni 1978 in Birmingham) war ein britischer Chemiker (Organische Chemie).

## Leben
Kenner war der Sohn des Chemikers James Kenner (1885–1974), einem Fellow der Royal Society. Er besuchte die Manchester Grammar School und studierte ab 1939 Chemie an der University of Manchester mit dem Bachelor-Abschluss 1942 und dem Master-Abschluss bei Alexander Robertus Todd. Damals arbeitete er an Synthese von Purinen wie ATP mit. 1944 wurde er Lecturer am Institut für Organische Chemie der Universität Cambridge, wohin er Todd folgte, bei dem er 1946 auch promoviert wurde (Ph. D.). 1948/49 war er Gastwissenschaftler bei Vladimir Prelog in Zürich. Ab 1957 war er Professor für Organische Chemie an der University of Liverpool. 1976 war er Royal Society Research Professor.
1951 heiratete er Jillian Bird, mit der er zwei Töchter hatte.

## Werk
1954 synthetisierte er das erste cyclische Peptid. Ab Mitte der 1950er Jahre befasste er sich mit der Synthese von Porphyrinen, wobei er neue Wege bei niedrigeren Temperaturen als Hans Fischer fand. Er synthetisierte rund 20 Porphyrine, auch solche, die als Bausteine von Chlorophyll und der Häm-Gruppe im Blut biologisch von Interesse sind.  
1964 klärte er die Struktur des Peptid-Hormons des Magens Gastrin und synthetisierte es. Dabei arbeitete er mit dem Professor für Physiologie an der Universität Liverpool Roderic Alfred Gregory (1913–1990) zusammen. Zuletzt arbeitete er an der Synthese von Lysozym, das mit 129 Aminosäuren noch komplexer aufgebaut war als Gastrin mit 17 Aminosäuren, konnte das aber nicht fertigstellen. Die Synthese biologisch funktionellen Lysozyms gelang erst Stuart B. Kent und seiner Gruppe an der University of Chicago 2007.

## Ehrungen
Er war ab 1964 Fellow der Royal Society und hielt 1976  deren Bakerian Lecture. 1974 war er Präsident der Sektion B der British Association for the Advancement of Science. 1951 erhielt er die Mendola Medal und 1957 die Corday-Morgan-Medaille.
Ein Preis für Organische Chemie verbunden mit einer Vorlesung sind an der University of Liverpool nach ihm benannt.

## Schriften
- mit H. Gregory, P. M. Hardy, D. S. Jones, R. C.  Sheppard: The antral Hormone Gastrin: Structure of Gastrin,  Nature, Band 204, 1964, S. 931–933.
- mit K. L. Agarwal, J. Beacham, P. H. Bentley, R. A. Gregory, R. C. Sheppard, H. J. Tracy: Isolation, structure and synthesis of ovine and bovine gastrins, Nature, Band  219, 1968, S. 614–615
- mit J. Beacham, P. H. Bentley, R. A. Gregory, J. K. MacLeod, R. C. Sheppard: Synthesis of human gastrin I,  Nature, Band 209, 1966, S. 585–586.
- The Bakerian lecture. Towards synthesis of proteins, Proc. Roy. Soc. B, Band 197, 1977, S. 237–253